# Antoni Camarasa Benseny
Antoni Camarasa Benseny, més conegut com Toni Camarasa (Santa Linya (La Noguera), 1957) és un artista català.
Va viure fins al 16 anys al seu poble natal i el 1973 es va traslladar a Barcelona, on va treballar en diferents sectors. Va començar la seva carrera artística professional a finals dels anys 80, exposant a la Galeria Tom Maddock de Barcelona. Al llarg de la seva trajectòria ha exposat a exposicions individuals i col·lectives a Barcelona, Girona, Reus, Madrid, Xàbia, París, Amsterdam, Düsseldorf, Niça, Andorra, Seül i Tòquio, entre d'altres.
La seva obra artística inclou principalment pintura i escultura, fent servir diversos materials i tècniques artístiques per treballar la figura de l'home i altres elements de la natura. La seva obra es pot veure influïda per Jean Dubuffet, en els  inicis, per després arribar al seu estil personal.  Algunes de les seves obres recorden les seves vivències de l’entorn rural.

Hi ha obra seva a diverses col·leccions institucionals, com la Col·lecció Sa Nostra, el Museu del Suro de Palafrugell, el Museu del Comitè Olímpic Internacional o la col·lecció de la Fundació La Caixa.

## Exposicions individuals destacades
- 1990 - Galeria Tom Maddock, Barcelona
- 1993 - Sala Rebull de Reus
- 1999 - Museu del Suro de Palafrugell.[3]
- 2000 - Galeria AU “9”. Casablanca, Marroc.[4]
- 2012 - La casa dels entremesos, Barcelona[5]
- 2014 - Monestir de les Avellanes[6]
- 2015 - Galeria Jordi Pascual, Barcelona[7]
- 2016 - Galeria Antoni Pinyol, Reus[1]
- 2024 - Castell del Remei, Penelles.[8]